# Renard Ier de Joigny
Renard Ier de Joigny ou Renaud Ier de Joigny (né vers 1035, † vers 1050/1060) est comte de Joigny, en Champagne. Il est probablement le fils de Geoffroi Ier de Joigny, Comte de Joigny, et d'Alix de Sens.

## Biographie
Il devient comte de Joigny à la mort de son père vers 1035/1042.
Il décède vers 1050/1060 sans postérité, laissant le comté de Joigny à son frère Geoffroi II de Joigny.

## Mariage et enfants
Il épouse Adèle, comtesse de Bar-sur-Aube, veuve de Renaud de Semur-en-Brionnais et fille de Nocher II de Bar-sur-Aube (le nom de sa mère est inconnu), mais ils n'ont pas de postérité.
Séparée, Adèle de Bar-sur-Aube épouse en troisièmes noces Roger, seigneur de Vignory (en tant que seconde épouse), dont elle se sépare également, puis épouse en quatrièmes noces Raoul IV de Vexin, comte de Valois (en tant que première épouse).

## Sources
- Marie Henry d'Arbois de Jubainville, Histoire des Ducs et Comtes de Champagne, 1865.
- l'abbé Carlier, Notice sur les comtes de Joigny, 1862.
- Ambroise Challe, Histoire de la ville et du comté de Joigny, 1882.